# Klimaatvisualisatie

Temperatuurkleurstrepen van Ed Hawkins, hier 1850-.

Temperatuurspiraal van Ed Hawkins, hier 1850-2020.

Temperatuurstijging 1950-2013. Animatie van NASA.

Klimaatvisualisatie is een vorm van datavisualisatie, bedoeld om klimaatgegevens in een begrijpelijke vorm visueel weer te geven voor niet-wetenschappers. Kleur, vormgeving en animatie worden enkel toegepast om de opwarming van de Aarde intuïtief over te brengen; technische details worden zoveel mogelijk vermeden.

## Vormen

### Temperatuurkleurstrepen (“warming stripes”)
Een van de eerste vormen van klimaatvisualisatie waren de temperatuurkleurstrepen of klimaatstrepen (Engels “warming stripes”), in 2014 opgemaakt door Ed Hawkins, een Britse klimaatwetenschapper. Met een reeks gekleurde, chronologisch geordende strepen worden temperatuurtrends op lange termijn visueel weergegeven. Het gaat om een minimalistisch concept, dat echter aan duidelijkheid niets te wensen overlaat. De strepen werden nadien vaak geactualiseerd, en verfijnd per continent, regio en zelfs per land. De strepen raakten snel wereldwijd bekend, en haalden de cover van The Economist.
In een verdere ontwikkeling van de strepen kwamen er gelijkaardige visualisaties voor de stijging van de zeespiegel en de achteruitgang van gletsjers. Klimaatprognoses voor de toekomst worden soms voorgesteld als een open ritssluiting, om beleidskeuzes duidelijk te maken.

### Klimaatspiraal
Op 9 mei 2016 publiceerde Ed Hawkins de eerste klimaatspiraal of temperatuurspiraal, om de wereldwijde gemiddelde temperatuurstijging sinds 1850 grafisch weer te geven. Het idee daartoe dankte hij aan twee Noorse wetenschappers, Jan Fuglestvedt (klimaatwetenschapper) en diens echtgenote Taran Fæhn (statisticus). Ook op deze visualisatiegrafiek zijn sindsdien varianten ontstaan, zoals atmosferische CO2-concentratie, CO2-budget, en arctisch zeeijsvolume.

### Overige
Op 21 januari publiceerde het Goddard Institute for Space Studies van NASA een rapport met een dynamische visualisatie van de temperatuurstijging sedert 1880. Ook deze wereldkaarten kregen veel weerklank.

## Galerij

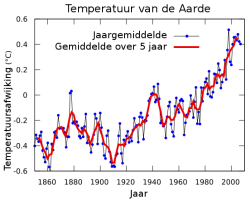
Klassieke grafiek met technische details
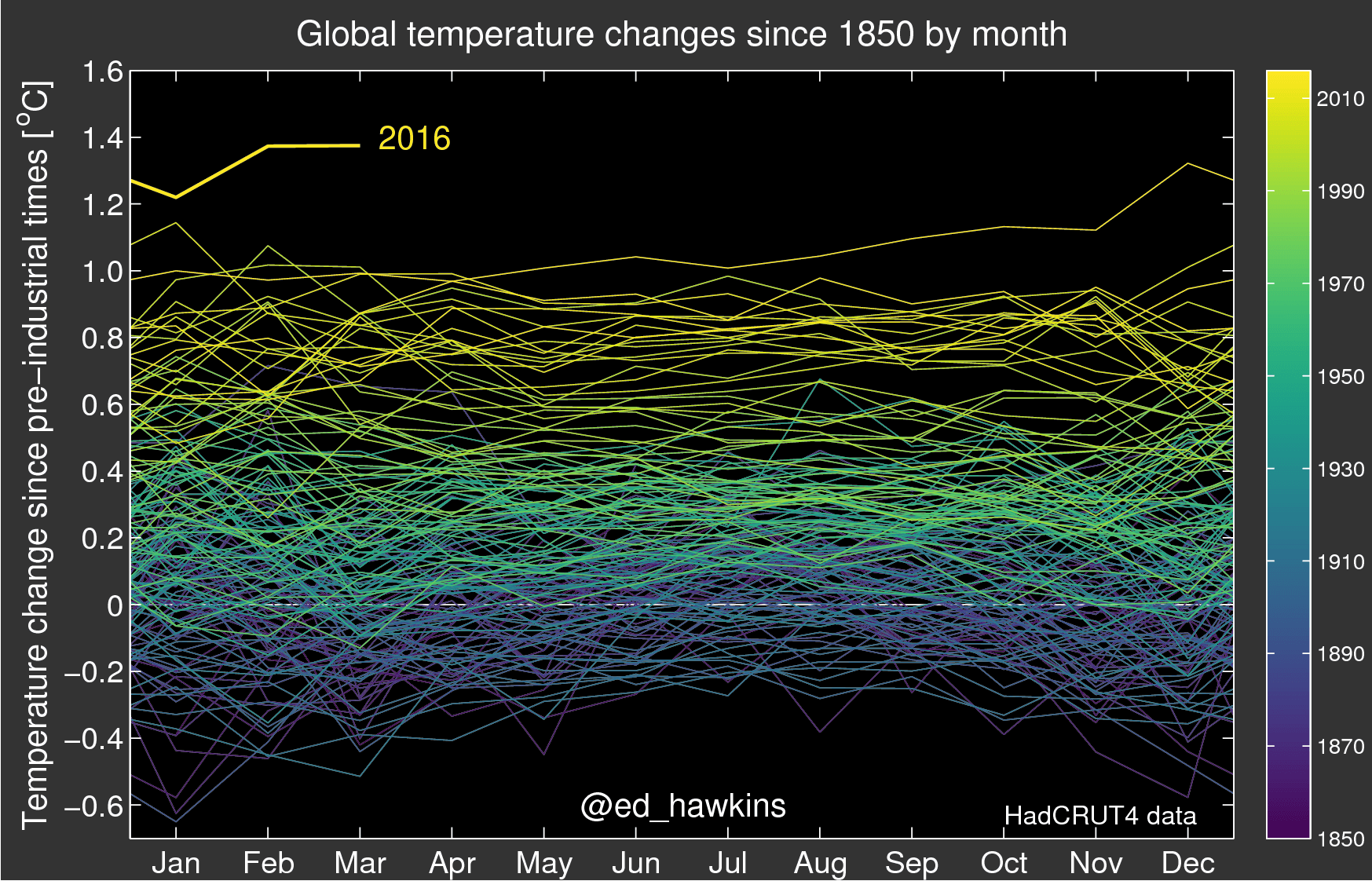
Lijndiagram met temperatuurgegevens, voorloper van de klimaatspiraal